# Stolle 6/40 PS
Der von Vorster & Stolle Motoren gebaute Stolle 6/40 PS war ein Fahrzeug der gehobenen Preisklasse. Als das Auto der Öffentlichkeit vorgestellt wurde, sprach die Fachpresse angesichts der technischen Ausrüstung und der Verarbeitung von einem kleinen Maybach. Der Preis eines kompletten Fahrgestells lag zwischen 10.000 und 12.000 Mark, mit Karosserie bei etwa 15.000 Mark. Ungefähr 15 Fahrzeuge sollen gebaut worden sein, davon zwei mit Schiebermotor.

## Fahrgestell
Basis für den Wagen bildete ein hinten gekröpfter Leiterrahmen aus U-Profilen mit drei Querstreben und einem Motor- und Getriebetisch aus Aluminium. Durch diese Konstruktion konnten Motor und Getriebe tiefer als allgemein üblich eingebaut werden und auch die Sitzposition war niedriger. Die Vorderachse war eine Gabelachse mit  Halbelliptikfedern mit Gamaschen, die starre Hinterachse war ebenfalls an Halbelliptikfedern und zusätzlichen Viertelelliptik-Federn aufgehängt. Die Federbolzen waren in Nadellagern geführt. An Vorder- und Hinterachse waren Gabriel-Bandstoßdämpfer eingebaut. Als Lenkung wurde eine Schneckenlenkung verwendet. Die Fußbremse wirkte auf alle vier Räder als Außenbandbremse, die Handbremse als Innenbackenbremse nur auf die Hinterräder. Beide Bremsen waren in den verrippten Leichtmetallbremstrommeln eingebaut. Die Bremstrommeln waren zweiteilig, außen eine große, verrippte Alutrommel, an der innen eine kleinere herkömmliche Bremstrommel angeflanscht war. Auf diese wirkten dann die Bremsen. Die Speichenräder waren mit Ballonreifen der Größe 775 × 145 bereift. Das Fahrgestell war 287,5 cm lang und hatte eine Spurweite von 130 cm. Komplette Fahrzeuge wogen etwa 1400 kg.
Der Armaturenbrettträger war aus Aluminiumguss gefertigt, die Instrumentenkonsole war mit der Spritzwand verschraubt und mit Tachometer, Kilometerzähler, Tankdruckanzeige, Uhr, Winkerschalter, Drehknopf für Gemischregulierung, Reservehandpumpe für Kraftstoffförderung und Zünd- und Scheinwerferschalter ausgerüstet.

## Kraftübertragung
Der Antrieb erfolgte über ein unsynchronisiertes Vierganggetriebe mit in Kulisse geführtem Mittelschalthebel über eine Kardanwelle mit zwei rollengelagerten, dauergeschmierten Kreuzgelenken auf die Hinterachse mit geradverzahntem Kegelradantrieb.

## Motor
Der Motor (W2) war ein Vierzylinder-Viertakt-Reihenmotor mit obenliegender Nockenwelle, die von einer Königswelle angetrieben wurde. Der Graugusszylinderkopf war abnehmbar, Kolben, Kurbelkasten und Ölwanne waren aus Leichtmetall, die Zylinder waren aus Grauguss. Der Hubraum von 1496 cm³ ergab sich aus 69 mm Bohrung und 100 mm Hub. Bei einem Verdichtungsverhältnis von 1 : 4,5 leistete der Motor 40 PS bei 3500/min. Die Kurbelwelle war vierfach in Rollenlagern gelagert, ebenso die Pleuelfüße. Die obenliegende, hohlgebohrte, mit Ölaustrittlöchern versehene Nockenwelle war dreifach rollengelagert. Die Kühlung war eine Thermosiphonkühlung mit Ventilator und Windhoff-Kühler. Der Motor hatte Druckumlaufschmierung mit einer Zahnradpumpe und einer drehzahlabhängigen Zusatzschmierung. Für die Gemischbildung sorgte ein Zenith-Flachstromvergaser 30 UH. Für die Kraftstoffförderung aus dem im Heck eingebauten 50-Liter-Tank war eine Kolbenpumpe eingebaut, die von der Nockenwelle angetrieben wurde.
Es wurden noch zwei Schiebermotoren gebaut, die die gleichen Grunddaten wie der W2, aber eine obenliegende Steuerwelle für die Steuerschieber und den Abgasausstoßkolben hatten. Die Steuerwelle sowie die Pleuel für Schieber und Kolben waren rollengelagert.

## Karosserien
Vorster & Stolle bauten nur die Fahrgestelle, die Karosserien wurden von verschiedenen Herstellern wie Alexis Kellner, Berlin, Eugen Rupflin jr., München, oder Neuer & Thieme, Ulm, geliefert. Tourenwagen, Cabriolet, Roadster und Limousine sind überliefert.